# Trynia
Trynia (Trinia Hoffm.) – rodzaj roślin z rodziny selerowatych. Obejmuje 13 gatunków. Występują one w strefie klimatu umiarkowanego w zachodniej i południowej Europie oraz w zachodniej Azji. We florze Polski brak przedstawicieli tego rodzaju, ale na Podolu i Wołyniu występują trzy gatunki. Rośliny stepów i kamienistych stoków. Kwiaty Trinia glauca są zapylane przez mrówki.

## Morfologia
PokrójRośliny zielne, dwuletnie lub byliny, nagie lub owłosione, o łodygach zwykle silnie rozgałęzionych.
LiścieSilnie (2–3-krotnie) pierzasto podzielone na bardzo wąskie, równowąskie lub nitkowate łatki.
KwiatyPoligamiczne (męskie i obupłciowe) i dwupienne. Zebrane w zwykle drobne baldaszki, a te w często liczne baldachy złożone. Pokrywy i pokrywki nie występują lub są nieliczne, równowąskie i błoniaste. Działki kielicha silnie zredukowane. Płatki korony białe, całobrzegie lub wycięte na wierzchołku i z łatką skierowaną do wnętrza kwiatu.
OwoceRozłupnie wydłużone, jajowate lub czasem kuliste, nagie lub owłosione, z wyraźnymi żebrami, gładkimi lub brodawkowatymi.

## Systematyka
Pozycja systematyczna
Rodzaj należący do plemienia Selineae z podrodziny Apioideae Seemann, rodziny selerowatych (Apiaceae Lindl.) z rzędu selerowców (Apiales Lindl.). W obrębie plemienia rodzaj najbliżej spokrewniony jest z rodzajami Rumia i Ledebouriella.
Wykaz gatunków
- Trinia biebersteinii(inne języki) Fedor.
- Trinia castroviejoi(inne języki) Gómez Nav., R.Roselló, E.Laguna, P.P.Ferrer, Peris, A.Guillén, A.Valdés & Sanchis
- Trinia crithmifolia(inne języki) (Willd.) H.Wolff
- Trinia dalechampii(inne języki) (Ten.) Janch.
- Trinia esteparia(inne języki) Uribe-Ech.
- Trinia frigida(inne języki) (Boiss. & Heldr.) Drude
- Trinia glauca(inne języki) (L.) Dumort.
- Trinia guicciardii(inne języki) (Boiss. & Heldr.) Drude
- Trinia hispida(inne języki) Hoffm.
- Trinia kitaibelii M.Bieb. – trynia Kitaibela(inne języki)
- Trinia leiogona(inne języki) (C.A.Mey.) B.Fedtsch.
- Trinia multicaulis (Poir.) Schischk. – trynia Henninga(inne języki)
- Trinia muricata(inne języki) Godet